# Murliganj
Murliganj é um cidade no distrito de Madhepura, no estado indiano de Bihar.

## Geografia
Murliganj está localizada a 25° 54′ N, 86° 59′ L. Tem uma altitude média de 52 metros (170 pés).

## Demografia
Segundo o censo de 2001, Murliganj tinha uma população de 22.921 habitantes. Os indivíduos do sexo masculino constituem 53% da população e os do sexo feminino 47%. Murliganj tem uma taxa de literacia de 45%, inferior à média nacional de 59,5%: a literacia no sexo masculino é de 53% e no sexo feminino é de 37%. Em Murliganj, 19% da população está abaixo dos 6 anos de idade.